# ほんまりう
ほんま りう（1949年8月8日 - ）は、日本の漫画家。新潟県・新潟市西蒲区（旧巻町）出身。

## 経歴
明治大学では明治大学漫画研究会に所属。大学に入るまで漫画を描いたことがなく、明大漫研の1年先輩であるかわぐちかいじに漫画の基礎を教わった。大学4年のときに『海へ出る蝶』（「ヤングコミック」誌、少年画報社）でデビュー。
キャリア初期の青春漫画『息をつめて走りぬけよう』や、1984年から1987年にかけて『近代麻雀オリジナル』（竹書房）誌に連載された『麻雀激闘録3/4』などが代表作である。主に青年向けの劇画を手掛けているが、原作付き作品が多く、麻雀漫画やヤクザ漫画など、幅広いジャンルの作品を発表している。
1980年代には、『哭きの竜』の能條純一や『はっぽうやぶれ』のかわぐちかいじらとともに、麻雀劇画ブームの一翼を担った。
近年では歴史漫画を多く描いている。
娘の英治あかりも漫画家。

## 豆知識
- かわぐちかいじとともに1970年代の「劇画の明治」を代表する作家である。かわぐちとは明大漫研時代にプロデビューした先輩の元で一緒にアシスタントした仲で、プロデビュー後も仲が良い。1980年代当時の明大漫研は結束が深く、ほんまの6年後輩にあたる明大漫研OBの尾沢工房が編集長を務めた1980年代の『近代麻雀オリジナル』誌では、かわぐち、いしかわじゅん、片山まさゆきらとともに、明大漫研OB閥を築いた。
- いしかわじゅんは明大漫研の2年後輩にあたり、ほんまを手本にしたという。いしかわの作品『憂国』では、ほんまをモデルにした人物が登場する。

## 漫画作品一覧
- 与太（青林堂）
- 人斬り五郎（原案・藤田五郎、みのり書房）
- 息をつめて走りぬけよう（ブロンズ社）※後に壱番館書房より再版
- 真夜中のイヌ（原作・関川夏央、日本文芸社）
- 不敵な純子（原作・神保史郎、芳文社）
- 女教師（原作・西塔紅一、芳文社）
- 処刑地帯（原作・西塔紅一、芳文社）
- 挑戦者（原作・笠原和郎、講談社）
- あこがれ大将（原作・牛次郎、講談社）
- たそがれ刑事（原作・北鏡太、廣済堂）
- ハイエナ（原作・セルジオ関、リイド社）
- 売人勝負嵐（原作・梶川良、日本文芸社）
- 麻雀激闘録3/4（竹書房）
- 売人風雲録 指ぐれ（原作・梶川良、日本文芸社）
- 修羅の群れ（原作・大下英治、桃園書房）
- 麻雀馬鹿物語（桃園書房）
- B 麻雀プロ物語（竹書房）
- 黒帯疾風録（原作・橋本一郎、日本文芸社）
- 必殺雀鬼 修羅ボタル（原作・吉田幸彦、双葉社）
- 漱石事件簿（原作・古山寛、新潮社）
  - 宵待草事件簿（原作・古山寛、新潮社）
- ヒットマン（原作・鷹匠政彦、スタジオ・シップ）
- 東一局五十二本場（原作・阿佐田哲也、松文館）
- これが売れる企画だ！（原作・田宮幸一・栗田修、日本文華社）
- 天下御免（原作・早坂暁、松文館）
- それぞれの甲子園（原作・荒尾和彦、実業之日本社）
- ファインダー（原作・河本智彦、白夜書房）
- もがきの政（日本文芸社）
- 遠くから吹いて来る風（小学館）
- 探偵ブル（原作・宇治谷順、日本文芸社）
- DH（原作・森谷耕三、マガジンハウス）
- 森一族（原作・久保田千太郎、小学館）
- 無防備都市 おたすけ狼（原作・鷹匠政彦、リイド社）
- トリプルR（原作・剣名舞、メディアファクトリー）
- へるん幻視行（原作・宇治谷順、小学館）
- 騙す人と騙される人のちょっとの違い（原作・坂口拓史・SOW企画、あおば出版）
- 剣狼 秋山要助（原作・鳥羽亮、小学館）